# ستيرلينغ ليون
ستيرلينغ ليون هو محامي وقاضي وسياسي كندي، ولد في 30 يناير 1927 في وندسور في كندا، وتوفي في 16 ديسمبر 2010 في وينيبيغ في كندا. حزبياً، نشط في الحزب الكندي التقدمي المحافظ.

## مناصب
- انتخب member of the Legislative Assembly of Manitoba ‏ عن دائرة Charleswood (electoral district) [الإنجليزية]‏ (11 أكتوبر 1977 – 18 مارس 1986).
- انتخب member of the Legislative Assembly of Manitoba ‏ (7 نوفمبر 1976 – 11 أكتوبر 1977).
- انتخب member of the Legislative Assembly of Manitoba ‏ عن دائرة Fort Garry (electoral district) [الإنجليزية]‏ (16 يونيو 1958 – 25 يونيو 1969).
- انتخب Premier of Manitoba [الإنجليزية]‏ (24 نوفمبر 1977 – 17 نوفمبر 1981).